# Stacey Wooley
Stacey Ann Wooley (ur. 21 kwietnia 1968 w Lebanon) – amerykańska biathlonistka. W Pucharze Świata zadebiutowała 10 marca 1994 roku w Hinton, gdzie zajęła 26. miejsce w biegu indywidualnym. Pierwsze punkty (do sezonu 1998/1999 punktowało tylko 25 najlepszych zawodniczek) zdobyła 21 stycznia 1995 roku w Oberhofie, zajmując 21. miejsce w sprincie. Nigdy nie stanęła na podium w zawodach pucharowych. Najlepsze wyniki osiągnęła w sezonie 1996/1997, kiedy zajęła 39. miejsce w klasyfikacji generalnej. W 1995 roku wystąpiła na mistrzostwach świata w Anterselvie, gdzie zajęła 19. miejsce w biegu indywidualnym, 39. miejsce w sprincie i ósme w sztafecie. Jeszcze kilkukrotnie startowała w zawodach tego cyklu, zajmując między innymi dwunaste miejsce w sprincie podczas mistrzostw świata w Osrblie w 1997 roku. W 1998 roku wzięła udział w igrzyskach olimpijskich w Nagano, zajmując 55. miejsce w biegu indywidualnym, 58. miejsce w sprincie oraz 15. miejsce w sztafecie.

## Osiągnięcia

### Igrzyska olimpijskie
| Rok  | Miejscowość | Konkurencje | Konkurencje | Konkurencje | Konkurencje | Konkurencje | Konkurencje | Konkurencje |
| Rok  | Miejscowość | IN          | SP          | PU          | MS          | RL          | MR          | SR          |
| ---- | ----------- | ----------- | ----------- | ----------- | ----------- | ----------- | ----------- | ----------- |
| 1998 | Nagano      | 55.         | 58.         | nd.         | nd.         | 15.         | nd.         | –           |

### Mistrzostwa świata
| Rok  | Miejscowość | Konkurencje | Konkurencje | Konkurencje | Konkurencje | Konkurencje | Konkurencje | Konkurencje |
| Rok  | Miejscowość | IN          | SP          | PU          | MS          | RL          | MR          | SR          |
| ---- | ----------- | ----------- | ----------- | ----------- | ----------- | ----------- | ----------- | ----------- |
| 1995 | Anterselva  | 19.         | 39.         | nd.         | nd.         | 8.          | nd.         | –           |
| 1996 | Ruhpolding  | 26.         | 22.         | nd.         | nd.         | 14.         | nd.         | –           |
| 1997 | Osrblie     | 37.         | 12.         | 16.         | nd.         | 9.          | nd.         | –           |
| 2001 | Pokljuka    | 51.         | 53.         | 41.         | –           | –           | nd.         | –           |

### Puchar Świata

#### Miejsca w klasyfikacji generalnej
| Sezon     | Miejsce |
| --------- | ------- |
| 1993/1994 | -       |
| 1994/1995 | 41.     |
| 1995/1996 | 40.     |
| 1996/1997 | 39.     |
| 1997/1998 | 73.     |
| 2000/2001 | -       |
| 2001/2002 | -       |